# Bad Rodach
Bad Rodach város Németországban, azon belül Bajorországban. Lakosainak száma 6643 fő (2023. december 31.).

## Népesség
A település népessége az elmúlt években az alábbi módon változott:
| Lakosok száma | 2892 | 7333 | 4724 | 6312 | 6336 | 6372 | 6352 | 6394 | 6406 | 6643 |
|               | 1925 | 1970 | 1975 | 2011 | 2013 | 2014 | 2016 | 2019 | 2021 | 2023 |

1999 óta a város elismert gyógyhely a legmelegebb frank termálforrás.

## Fekvése
Coburgtól északnyugatra fekvő település.

## Földrajza
Bad Rodach a bajor Coburg északi részén található, a határ közelében, Türingiában. Mintegy 18 kilométerre északnyugatra Coburgtól, keletről a Langen-hegység határolja és ugyanazon hegyek nyugatról, a Rodach folyó mellett található. 

### Városrészek
| - Breitenau - Carlshan - Elsa - Grattstadt | - Gauerstadt - Heldritt - Lempertshausen - Mährenhausen | - Niederndorf - Oettingshausen - Roßfeld | - Rudelsdorf - Schweighof - Sülzfeld |

## Története
Rodach nevét a 8. század második felében említették először "Radaha" vagy "Rotaha" alakban. Első alkalommal III. Arnulf által Regensburgban aláírt tanúsítvány említette 899 március 11-én.
1362 Rodach városi jogokat kapott. 1300-ban egy városi település piaccal, amelyet 1386-ban fallal vettek körül és 1425-ben kapott saját hatáskört. A reformáció idején, evangélikussá lett Rodach is.
A harmincéves háború idején a város elpusztult, 1632-ben pedig leégett. 1634-ben a város kifosztották a császári csapatok, 1635-ben éhinségtől szenvedett, mely ekkor 808 ember halálát okozta. A város újjáépült, és a 19. század elején létrejöttek az első ipari vállalkozások is. 1825-ben, a nyugati városfal megtört; A köveit a piactéren a nemrég leégett házak újjáépítéséhez használták fel.
1892 július 1-jén a városban kiépült a vasúti kapcsolat Coburggal. 1911-ben üzembe helyezték a városi erőművet.
1920 csatlakozott Bajorországhoz.
2016-ban közel 3900 lakosú város 4.000 munkahellyel.

## Galéria

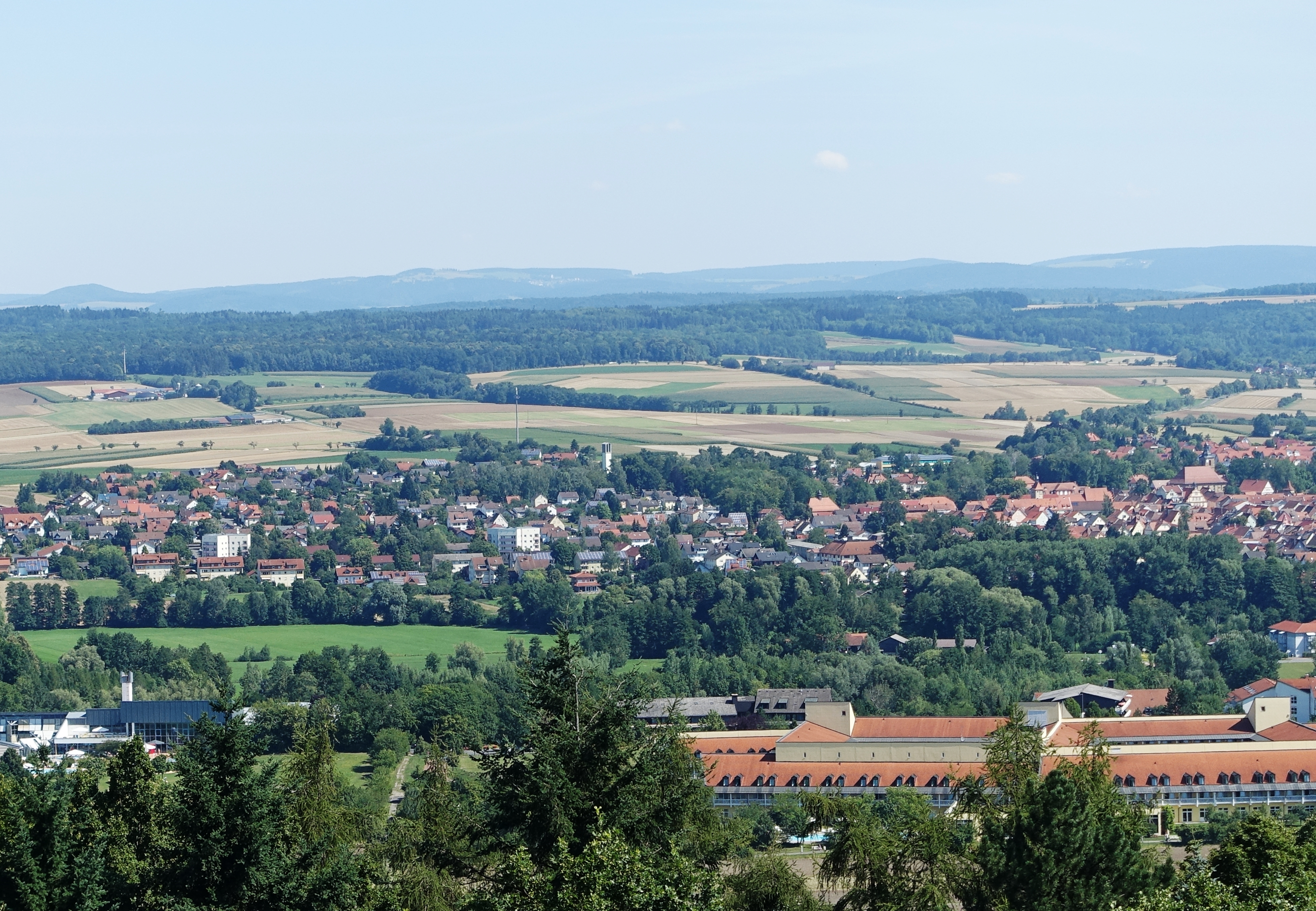
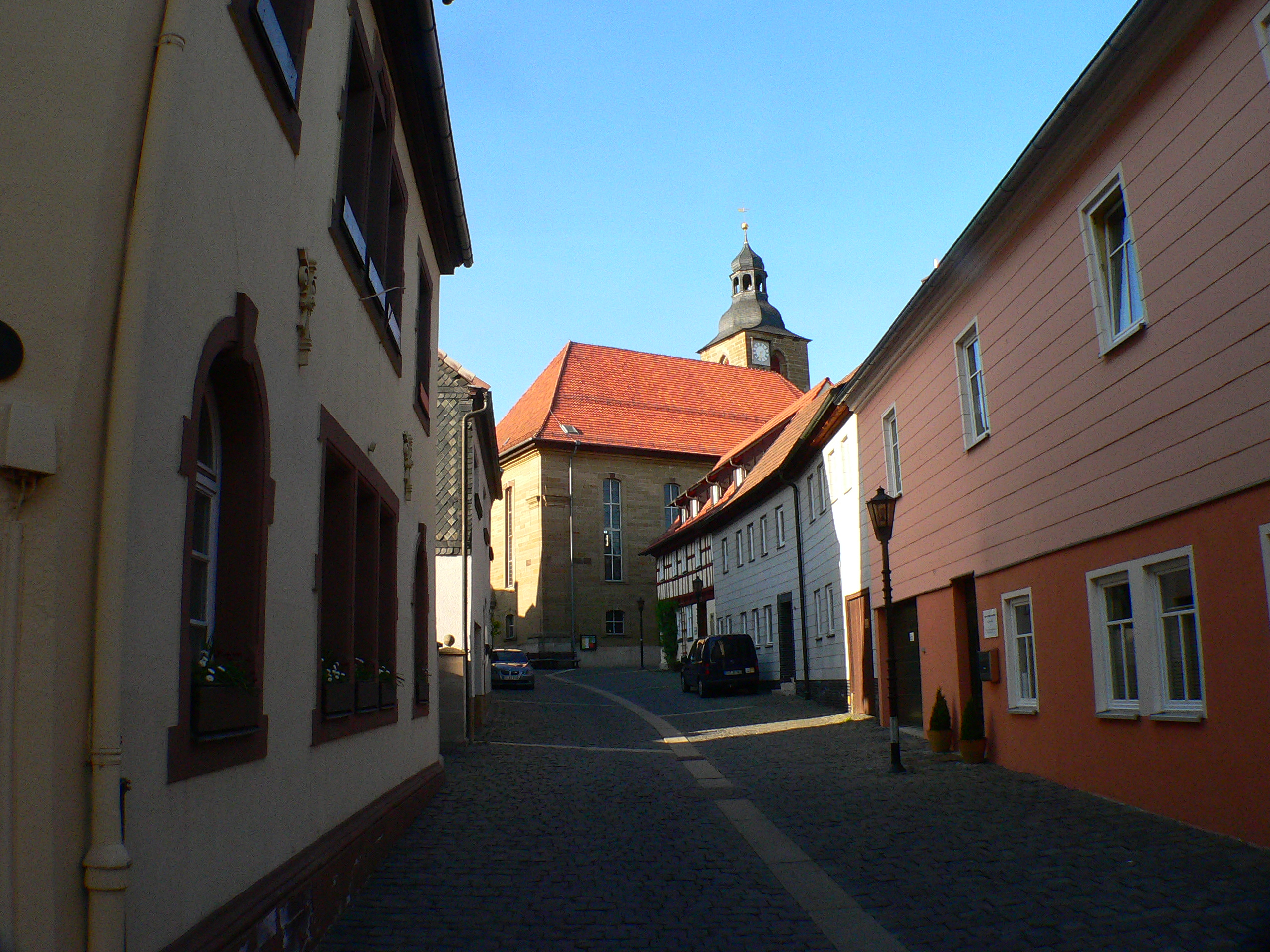
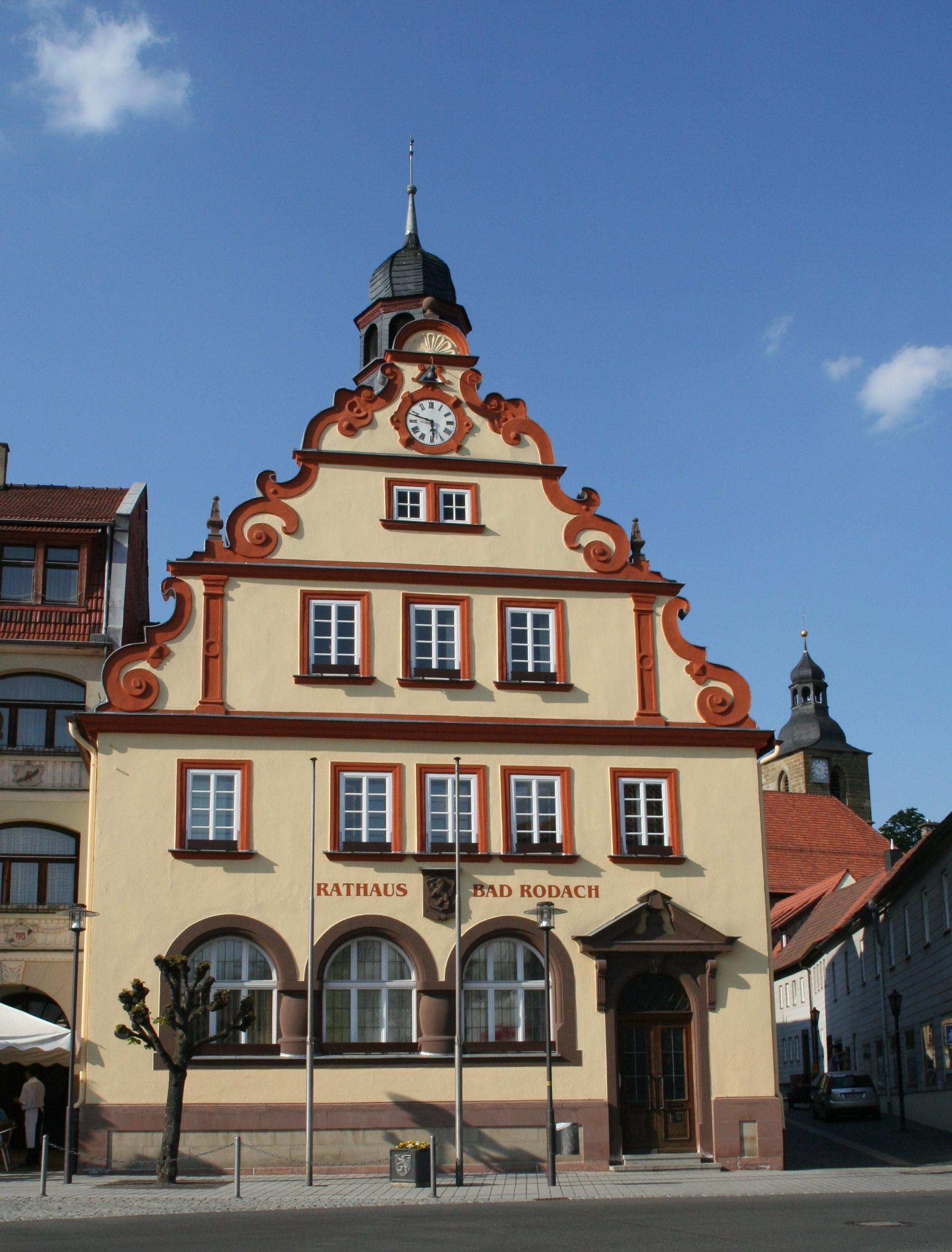
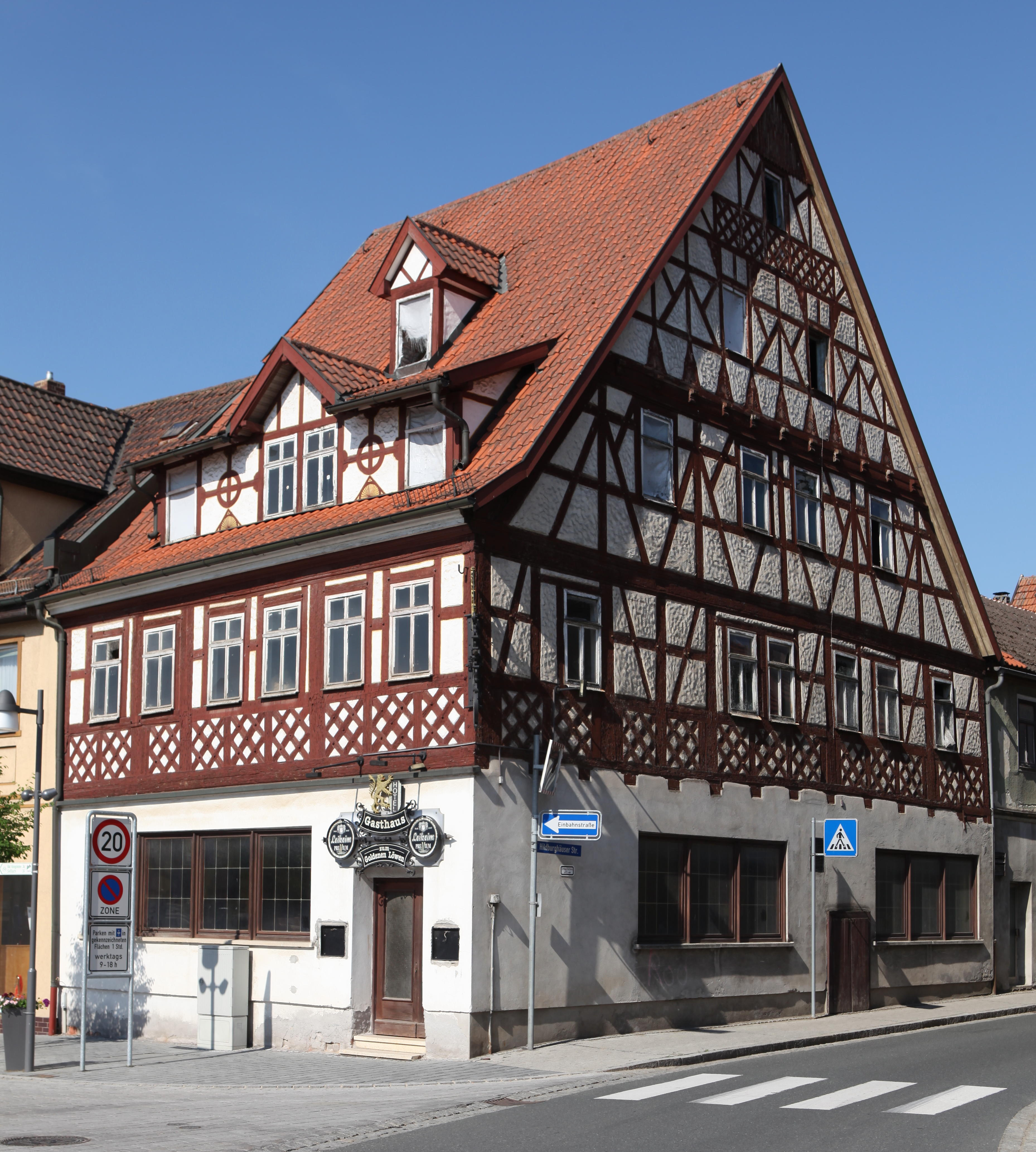
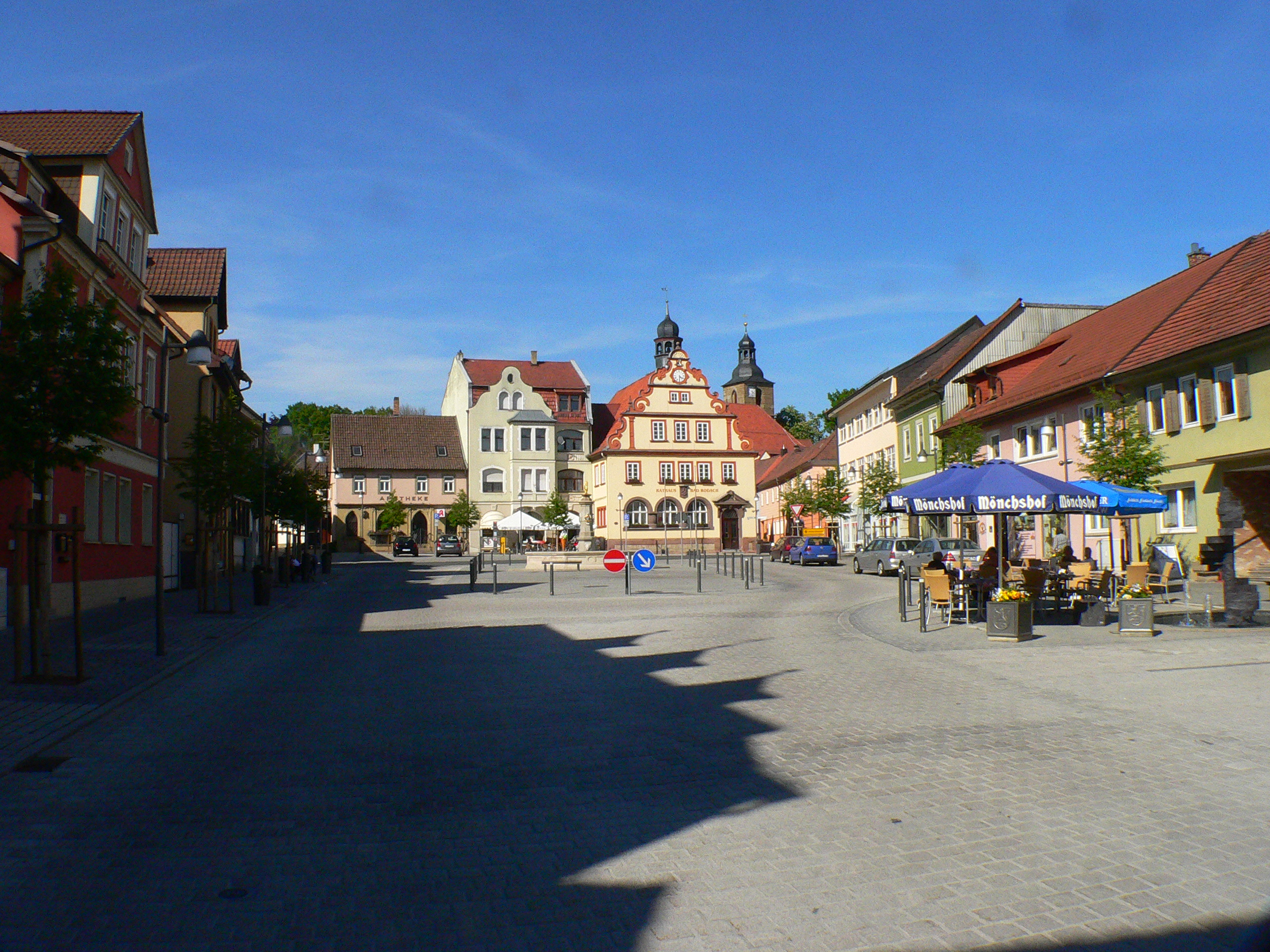
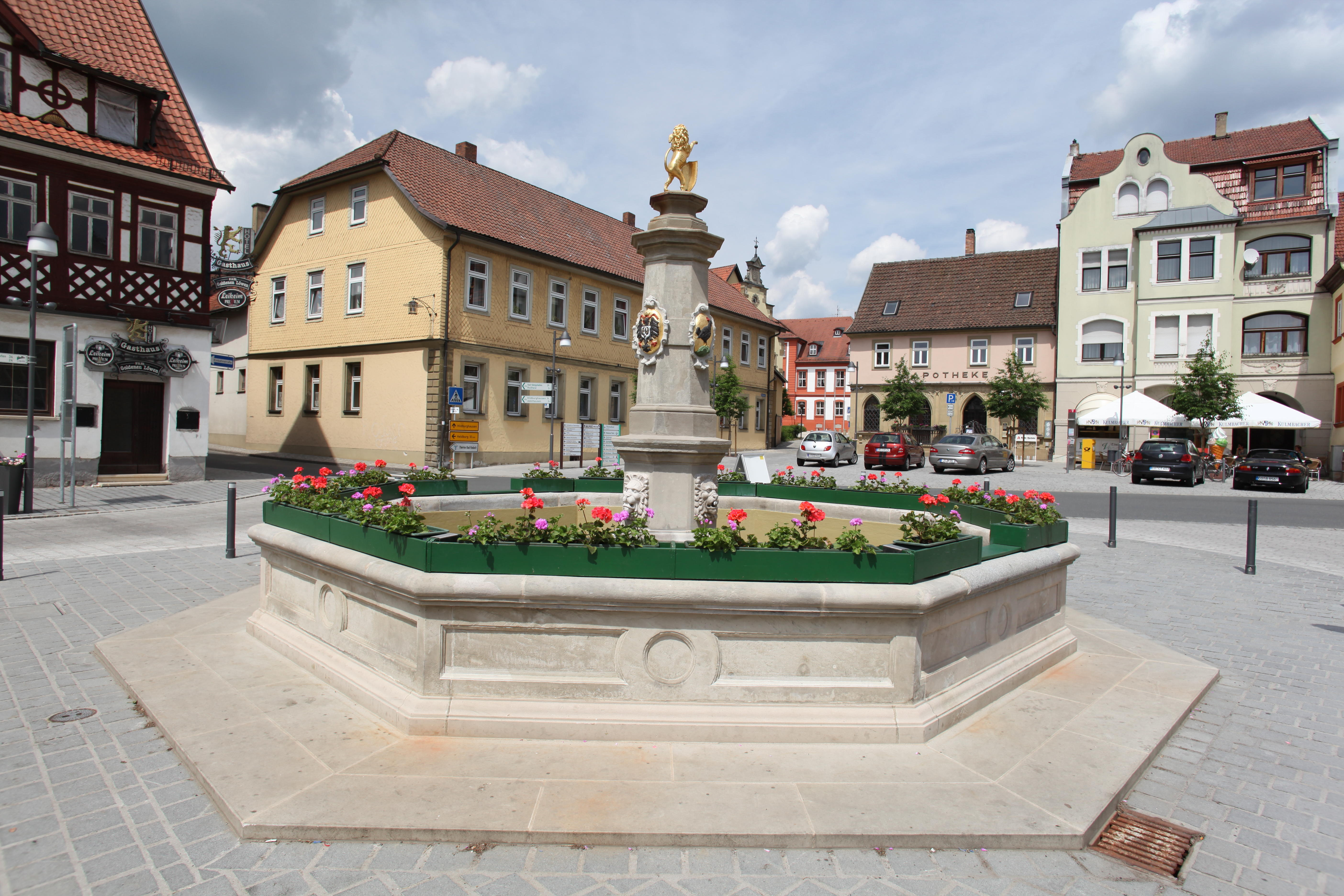